# Bølgefunktionens kollaps
Indenfor kvantemekanik er bølgefunktionens kollaps det fænomen, som indebærer at en bølgefunktion er en superposition af flere overlappende egentilstande - giver indtryk af at reduceres til én eneste egentilstand efter at den har vekselvirket med en observatør.
I 2015 blev det offentliggjort, at forskere for første gang havde målt og dermed påvist en fotons bølgefunktions kollaps som et ægte fænomen.
Bølgefunktionskollapset er et kvantemekanisk fænomen hvor observationen af en partikel synes at ændre partiklens tilstand. Før kollapset har partiklen hverken en veldefineret position eller veldefineret hastighed. Efter kollapset synes den pludselig at have en fikseret og distinkt værdi for den kvantitet som måles. Derimod kan man ifølge Heisenbergs ubestemthedsrelation ikke samtidig få eksakte værdier for begge egenskaber. Man kan fx ikke samtidig eksakt måle både position og hastighed.